# Baia di Hanalei
La baia di Hanalei è un'insenatura della costa settentrionale dell'isola di Kauai nell'arcipelago delle Hawaii. La baia, dalla forma semicircolare, è caratterizzata da coste basse e sabbiose che ne fanno una delle mete preferite dai turisti, mentre le sue onde ne fanno un luogo molto amato dai surfisti, specialmente nei mesi invernali. Il villaggio di Hanalei si affaccia sulle sue coste.

## Storia
Il 5 aprile 1824 lo yacht del re Kamehameha II affondò alla foce del fiume Waiʻoli (alle coordinate 22°12′14″N 159°30′37″W) nella parte sudoccidentale della baia dopo una collisione con una barriera corallina sommersa avvenuta a circa un centinaio di iarde dalla riva. Si ritiene che il disastro sia dovuto allo stato di ubriachezza in cui versavano i membri dell'equipaggio al momento dell'impatto.
Risale invece agli anni 1830 la fondazione di una missione americana, la missione di Waiʻoli, situata sulla costa sud-occidentale della baia.
Gli antichi hawaiani coltivavano l'area circostante la baia a taro, ma già nel 1860 questa coltivazione era stata soppiantata da quella del riso che veniva poi imbarcato per Honolulu. L'originario molo di Hanalei (quello attuale risale agli anni 20) venne costruito nel 1892 proprio per favorire il trasporto via nave del riso ai mercati di Honolulu.
Più recentemente la baia ha fatto da sfondo ai film South Pacific (1958) e Paradiso amaro (2011).

## Galleria d'immagini

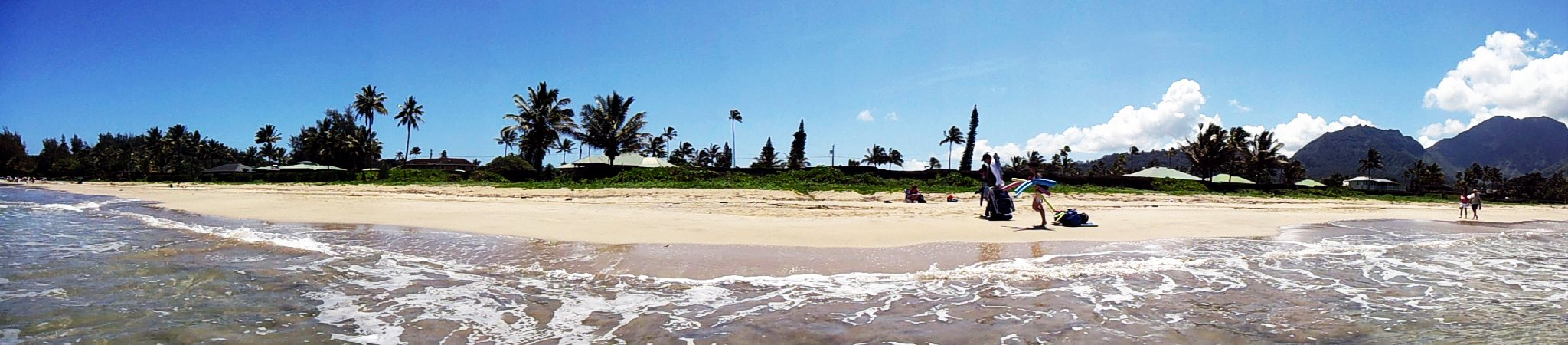
Vista della spiaggia
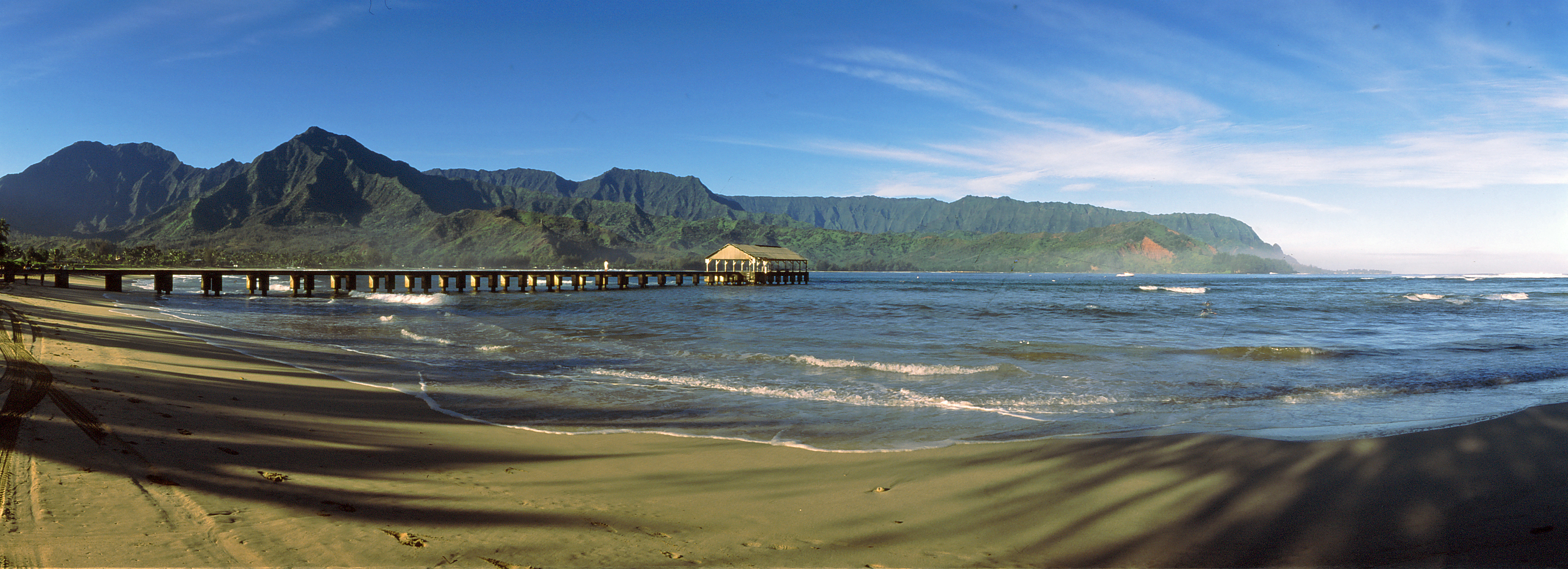
Vista sulle montagne che dominano la baia